# 第13470號行政命令

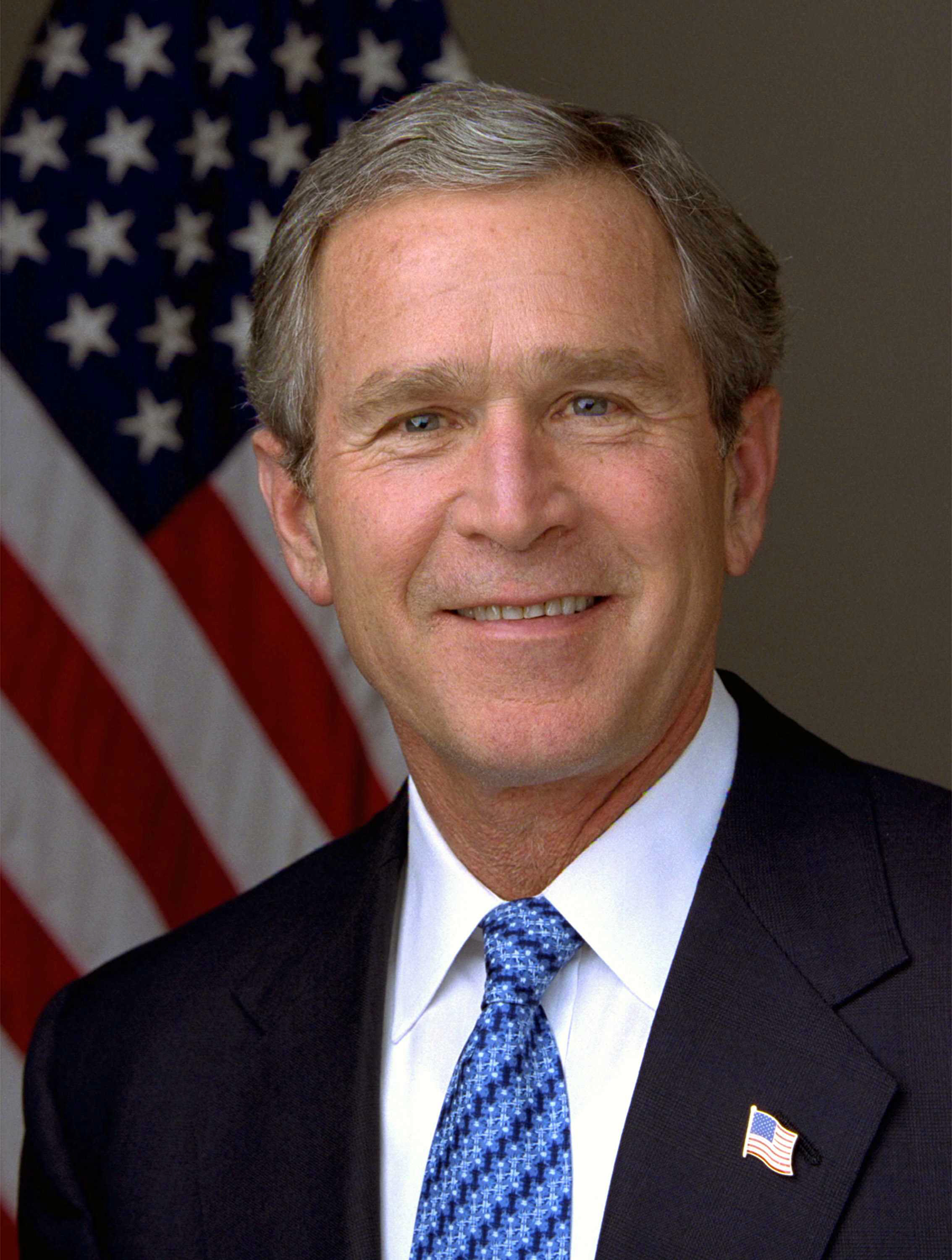
2008年7月30日，美国总统小布什签署了第13470号行政命令。

2008年7月30日，美国总统小布什签署了第13470号行政命令。它对第12333號行政命令修订以加強國家情報總監的作用。